# Василий II Болгаробойца
Васи́лий II Болгаробо́йца (Вулгарокто́н) (греч. Βασίλειος B' Βουλγαροκτόνος; 958 — 15 декабря 1025) — император Византийской империи из Македонской династии, период правления которого ознаменовал собой эпоху последнего наивысшего расцвета византийской цивилизации после «Золотого века Юстиниана». Сын императора Романа II и преемник Иоанна Цимисхия. Известен войнами, которые он вынужден был вести для защиты империи от многочисленных врагов: против императора Оттона III, лангобардских герцогов Беневента и славян, особенно против болгар. Борьба с последними была крайне упорна и ожесточённа, сопровождалась зверствами с обеих сторон, откуда и прозвище «Болгаробойца».

## Происхождение
Василий II родился в 958 году в Константинополе (или, возможно, в городке Дидимотихон, к западу от столицы), в семье византийского императора Романа II и Феофано, дочери бедного тавернщика. По отцовской линии Василий имел армянские корни, а через бабушку Елену Лакапину (жена Константина VII) — ещё и по женской линии. Роман II умер в 963 году, оставив регентом при своих малолетних сыновьях императрицу Феофано. В результате дворцового переворота при поддержке двоюродного деда братьев, евнуха паракимомена Василия Лакапина, захватил власть и женился на Феофано полководец Никифор Фока. В 969 году Фока был убит другим полководцем, Иоанном Цимисхием. После того как патриарх Полиевкт запретил Цимисхию жениться на Феофано, императрица была сослана, а её сыновья оставлены в столице.

## Внутренняя политика

### Установление единоличной власти
Ко времени смерти Иоанна Цимисхия в январе 976 года сыновья Романа II уже достигли возраста, необходимого для царствования. В отличие от своего младшего брата Константина VIII, Василий обладал необходимыми для самостоятельного правления личностными качествами. 

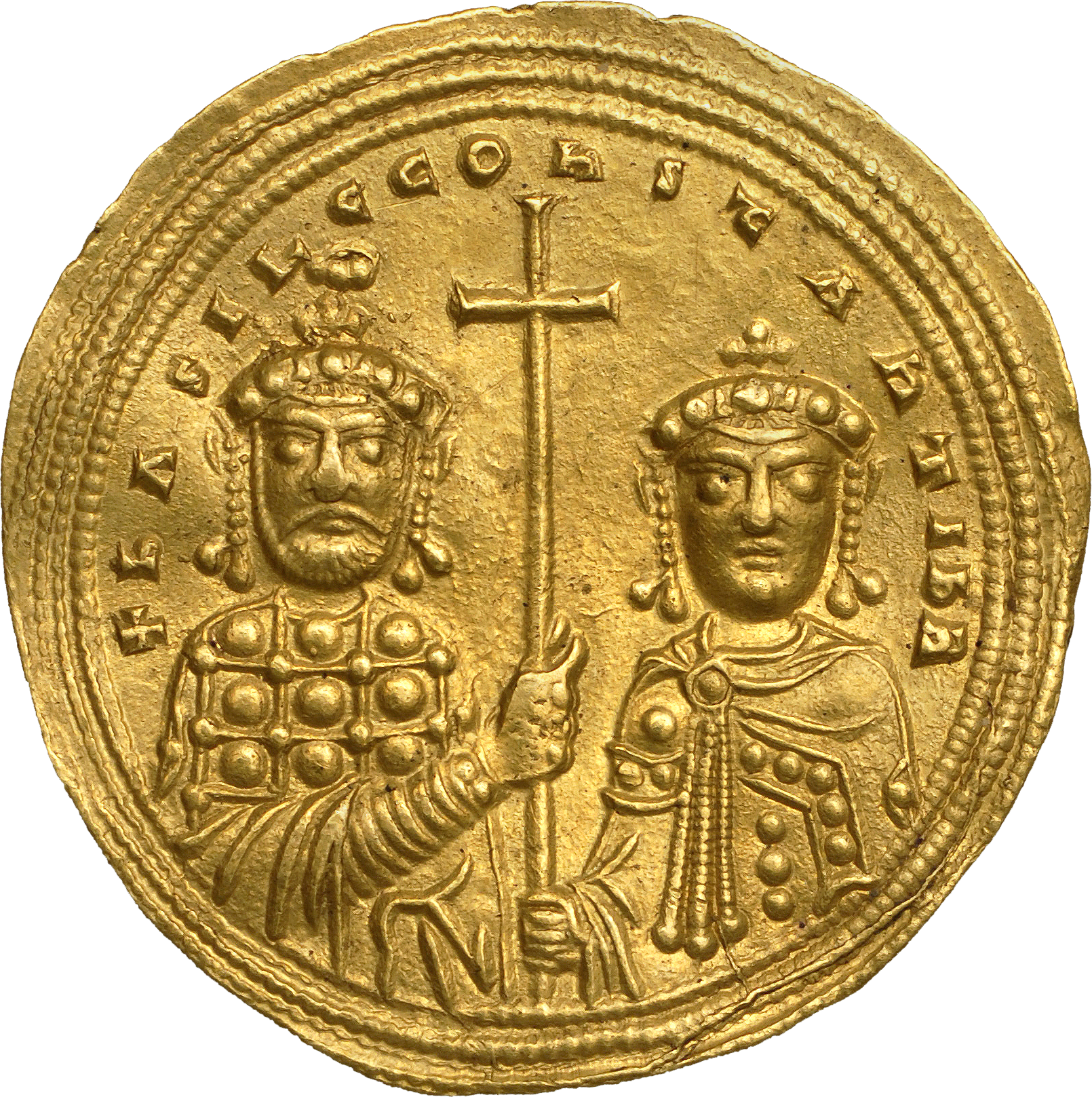
Гистаменон с изображением Василия II и Константина VIII, держащих крест

Тем не менее, к моменту вступления на престол он не обладал существенным опытом государственного управления, и власть находилась в руках Василия Лакапина. Как отмечает Георгий Острогорский, именно против Лакапина, а не его представлявшихся неопасными внучатых племянников, был направлен мятеж Варды Склира. События, связанные с восстанием Склира, и более позднее восстание Варды Фоки Младшего хорошо известны из исторических (хроники Иоанна Скилицы, Льва Диакона и Михаила Пселла), агиографических («Чудеса святого Евгения Трапезундского», «Житие» Никона Метаноита) и эпиграфических источников, как византийских, так и с восточной периферии византийского мира. Из восточных источников наиболее ценным является арабская летопись Яхьи Антиохийского, впервые изданная в 1883 году русским востоковедом Виктором Розеном.
Начавшееся летом 976 года восстание быстро охватило всю Малую Азию, и в начале 978 года армия Склира приблизилась к Константинополю. При содействии могущественной семьи Фок и её представителя Варды Фоки Младшего, племянника покойного императора Никифора Фоки, в мае 979 года Склир был разбит. 

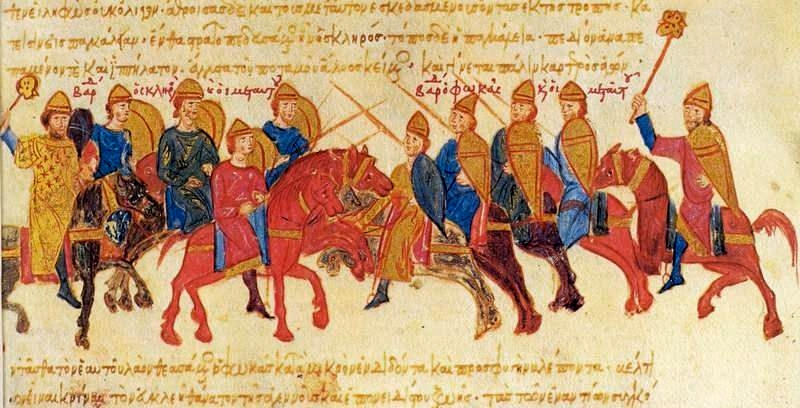
Столкновение между армиями Варды Склира и Варды Фоки из хроники Иоанна Скилицы

Военное поражение восстания не привело к установлению стабильности. Вместе со своей свитой из 300 человек Склир нашёл убежище (или удерживался как пленник) у буидского эмира Адуд ад-Даула (Хосрой – по византийским источникам). Михаил Пселл пишет:
Отчаявшийся Склир, который с Фокой бороться был не в состоянии, а к императору перейти стыдился, принял весьма ненадежное и неразумное решение: вместе со всем войском он покинул ромейские пределы и двинулся в Ассирийскую землю, дав знать о себе царю Хосрою, но возбудил в нем подозрения. Опасаясь скопления воинов и неожиданного нападения, царь велел их заключить в оковы и держать в надежной тюрьме.
В начале 980-х годов судьба Склира стала предметом интенсивного дипломатического обмена: Буиды были готовы отдать Склира в обмен на Алеппо, против чего возражало византийское военное руководство и Василий Лакапин. Напряжение, постепенно нараставшее между Василием II и Лакапином, завершилось свержением последнего в 985 году. Неприязнь императора к своему деду была настолько велика, что он объявил недействительными все законы, изданные в период их совместного правления. Также было реорганизовано военное командование на восточной границе, а новым приоритетом своей внешней политики Василий II объявил Болгарию. Катастрофическое поражение в следующем году положило начало второму этапу гражданской войны.
Зимой 986/987 года правитель Багдада отпустил Варду Склира, и тот немедленно возобновил восстание на востоке империи в окрестности Мелитены. Варда Фока Младший, наместник фемы Антиохия, изначально был направлен против Склира, но тот учинил «мятеж ещё опаснее и грознее» и провозгласил себя императором. Фока заручился поддержкой могущественных родов и набрал войско из «ивиров». Вначале Фока предложил Склиру заключить союз, однако позже передумал и заключил его в тюрьму. Следующие два года войска Фоки угрожали Константинополю с азиатского берега Босфора. В конце 988 или начале 989 года его соратник Калокир Дельфинас захватил Хрисополь. Сил для подавления мятежа у Василия не хватало, и он обратился за помощью к киевскому князю Владимиру, обещая, кроме обычного в таких случаях денежного вознаграждения, ещё и руку своей сестры Анны. 

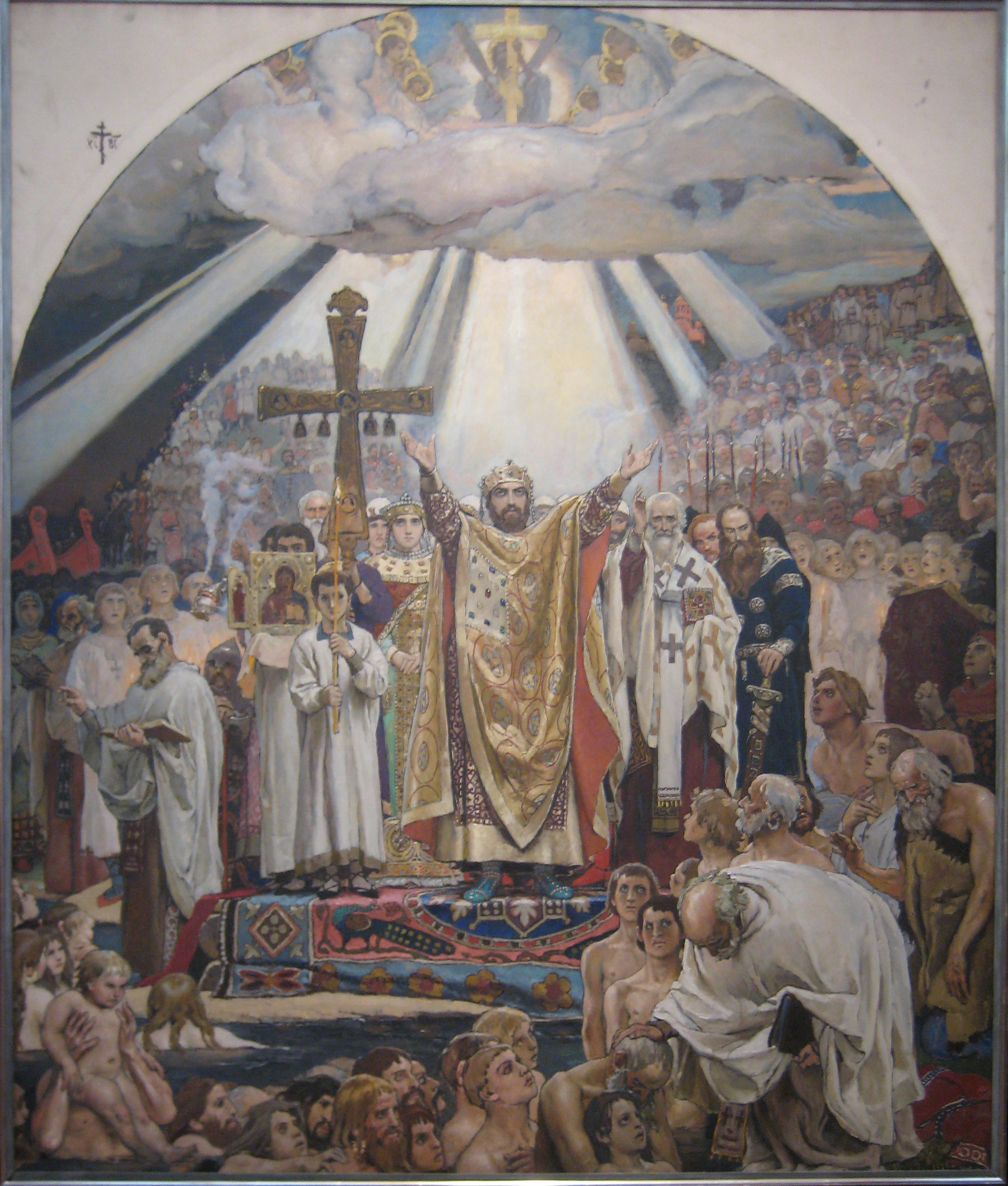
«Крещение Руси» (1890) Виктор Васнецов

Однако набожная Анна отказывалась идти за язычника и к тому же многоженца Владимира. Желая укрепить отношения с Византией во что бы то ни стало, Владимир согласился креститься и распустил своих жён и наложниц, сокрушил все бывшие в городе идолы. Патриарх Николай II послал на Русь вместе с собором епископов избранного им митрополита Михаила, который стал первым митрополитом Киевским. Крещение Руси принято относить к 988 году,  сам Владимир в крещении получил имя Василий — в честь своего восприемника императора Василия II. В византийской литературе практически не освещается событие 988 года, ибо было принято считать, что крещение на Руси произошло еще при правлении Василия I, во время патриарха Фотия, который и отправил миссионеров в Киев (так называемое Фотиево или Аскольдово крещение).
В результате брак с Анной состоялся, и союз с Византией был заключён. Владимир послал шеститысячное войско на помощь Василию, который в свою очередь образовал из них тагму. Впоследствии варяги в течение долгого времени служили императорам в качестве придворной стражи и участвовали во многих войнах. Греки вместе с прибывшим отрядом разгромили войска Варды Фоки под Хрисополем, а в следующем году — под Абидосом, чем покончили с Фокой. Киевская Русь же стала христианской и прочно вошла в культурную и политическую орбиту Византии.
После поражения при Абидосе в апреле 989 года восстание не закончилось. Сын Фоки Лев удерживал Антиохию до ноября. Тем временем вдова Варды Фоки выпустила из тюрьмы Склира, и тот начал своё третье восстание, которое завершилось до марта 991 года.

### Экономическая политика
С целью пополнения казны и ослабления крупных землевладельцев ввёл аллиленгий — податную ответственность за неспособных уплачивать подати крестьян и брошенные хозяевами земельные участки.

## Внешняя политика
Дальнейшие отношения с Русью
После крещения отношения с Русью стали стремительно развиваться. Между Византией и Русью настали времена согласия и мира, обе стороны активно торговали между собой, развивались и религиозные отношения. Владимир продолжил распространение христианства на своих землях: в 990-991 годах был крещён Новгород, была основана Новгородская епархия. В 991 году патриарх Николай II проводит службу в Константинополе, в храме Святой Софии, в присутствии русских послов и самого императора Василия.

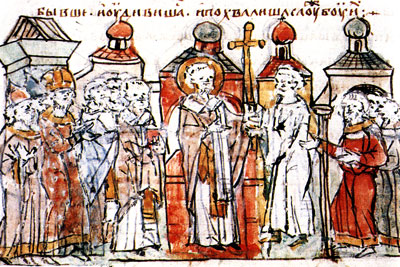
Патриарх Николай II в присутствии императора Василия II и русских послов служит в храме Св. Софии в Константинополе

Владимир направил своих послов к папе римскому Иоанну XV, который ранее отправлял своих послов на Новгородскую Русь, начав тем самым отношения Святого Престола и России. Любопытна ревностная реакция со стороны Константинополя. Узнав о действиях Владимира, патриарх стал писать письма князю и митрополиту Михаилу: 
…вера римская не добра, понеже они зло исповедают о Духе Святом, якобы от Отца и Сына происходит, разделяя Святую Троицу; субботу постят, хлеб пресный, а не кислый освящают; папу без греха быть верят, что Христос, апостоли и святии отцы не учинили, и невозможно папу и никого безгрешных поставлять и имяновать, зане многие папы были ариане, несториане и другие еретики, за что соборами прокляты; жена же Анна была папою, идучи со кресты в крещение, родила на улице и умерла; для того они праздник богоявления и крестное хождение отставили, назвав день той трёх королей. Сего ради не приобсчайтеся зловерию и учению их, а, взирая на их весьма коварные льсчения и обманы, весьма и от переписки с ними уклониться должно.— В. Н. Татищев, «История Российская»
Войны с Болгарией

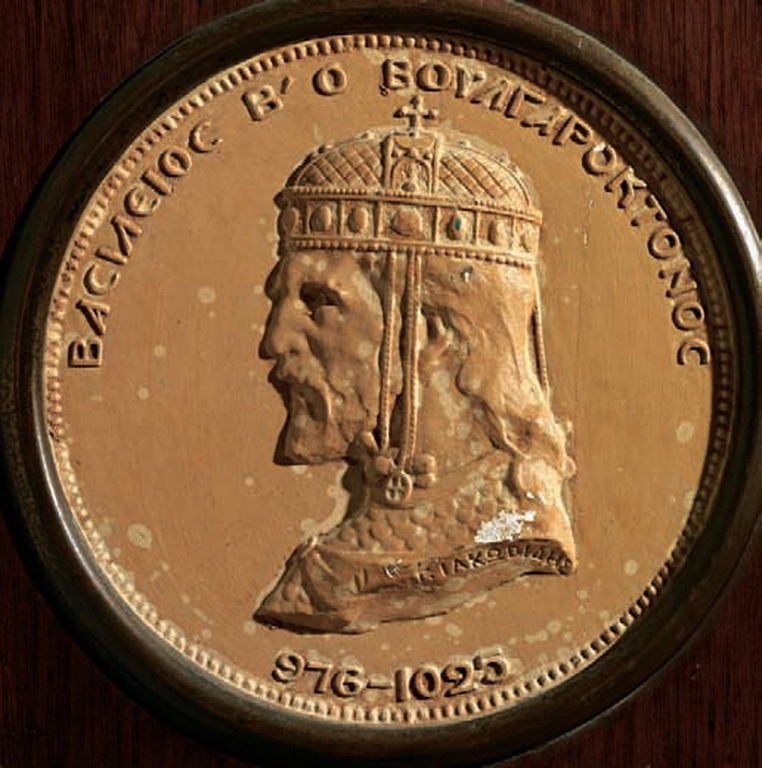
Василий II Болгаробойца на медали в ознаменование ромейских побед над болгарской армией во Второй Балканской войне. Работа художника Г. Яковидиса.

Первым самостоятельным политическим шагом Василия II стал его балканский поход 986 года. Ослабление византийской власти на Балканах после смерти Иоанна Цимисхия вызвало восстание четырёх братьев-Комитопулов, из которых царём болгар стал младший, Самуил (980—1014). Под его властью сформировалось мощная держава, включающая области Македонии вплоть до Фессалоник, Фессалию, Эпир, часть Албании с Диррахием, Рашку и Дуклю. При Самуиле был восстановлен ликвидированный при Цимисхии болгарский патриархат. 

Византийская империя между 1021—1045 годами

Экспансионистские устремления нового государства были направлены прежде всего на юг, во Фракию. В конце 985 или начале 986 года болгарами был захвачен город Лариса, что вынудило императора предпринять ответные шаги. Через Траяновы ворота он вторгся в область Сердики, но не смог захватить город. На обратном пути его армия подверглась нападению и потерпела поражение. В сражении была уничтожена почти вся византийская армия, был потерян весь обоз, а сам император чудом избежал пленения. Как следствие, в Византии возобновилась гражданская война, а Самуил смог расширить границы своего государства.
В 1014 году в кровопролитном сражении при Беласице (Стримоне) Василий разбил болгарскую армию и, взяв в плен 15 000 болгар, приказал всех их ослепить и затем отпустил на свободу, оставив в каждой сотне по одному поводырю с одним глазом. Эта и иные победы, заслужившие ему прозвание Болгаробойцы, помогли ему покорить Болгарию до самого Дуная после борьбы, тянувшейся с 981 по 1018 годы. Завоёванная территория стала фемой Болгария.

### Другие войны
Остро нуждаясь в кораблях для быстрой переброски войск в различные части империи Василий вступил в переговоры с венецианским дожем Орсеоло. В 992 году в Константинополь прибыло большое посольство Венеции, которое добилось снижения таможенных пошлин в семь раз. Василий выпустил специальный хрисовул, положивший начало эксклюзивному статусу венецианцев в Константинополе. Альянс с Венецией принёс выгоды для империи: в 1000 году был проведён карательный рейд против пиратов Далмации. В 1002 году венецианский флот по главе с Орсеоло освободил город Бари от осады войсками Халифата. Таким образом Василий получил военный плацдарм в Южной Италии. Обратной стороной явилось нарастающая зависимость византийской экономики от Венеции.

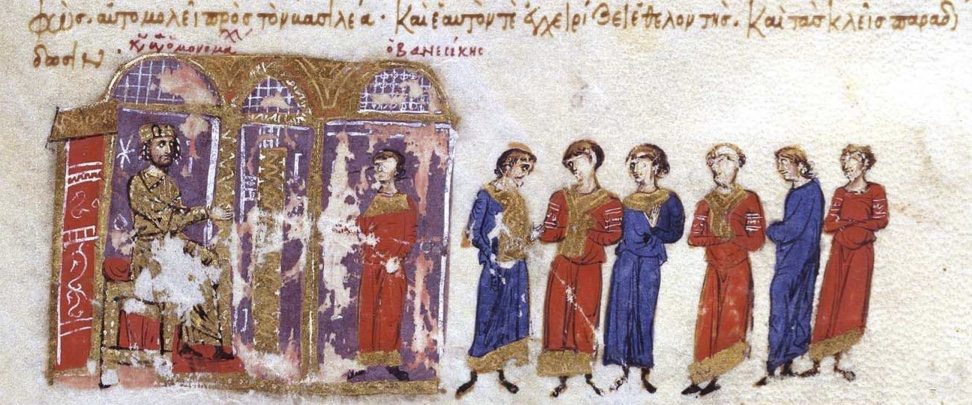
Ованес-Смбат сдается императору Василию II

В 1021—1022 годах он вёл войну ещё с царём Иверии (запад Грузии) Георгием I и также победил его. В то же время Василий добился Трапезундского соглашения от его союзника, царя Армении Ованеса-Смбата, который вынужденно завещал своё царство Византии после своей смерти. Так, при Василии II к Византийской империи были присоединены (и созданы предпосылки для дальнейшего присоединения) армянские земли. Ему приписывается посмертный наказ Константину VIII заботиться об армянском народе и его князьях. По мнению Матеоса Урхаеци, сам Василий II принял армянское вероисповедание и был признан — «Отцом страны Армянской».
В 1016 году византийские войска Андроника объединились с тмутараканским князем Мстиславом Храбрым и разгромили в Крыму последнего хазарского военачальника Георгия Цулу.

## Личность и результаты правления
По мнению Георгия Острогорского, на характер Василия II определяющее влияние оказала ожесточённая борьба в ходе длительных гражданских войн. Он стал мрачным и подозрительным, никому не доверял и не испытывал привязанности. Василий вёл аскетическую жизнь воина, заботясь о своём войске больше, чем о повседневном благополучии. Его не интересовала ни придворная роскошь, ни науки и искусства (хотя его дедом был крупный учёный Константин VII Багрянородный). Михаил Пселл,   учёный византийский монах XI века, в своей «Хронографии» пишет:
Большинству моих современников, видевших Василия, царь представлялся человеком угрюмым, грубого нрава, вспыльчивым и упрямым, в жизни скромным и вовсе чуждым роскоши. Но из сочинений историков, писавших о нем, я узнал, что поначалу он был не таким и от распущенности и изнеженности перешел к строгости под влиянием обстоятельств, которые как бы укрепили его нрав, сделали сильным слабое, твердым мягкое и изменили весь образ его жизни. Если в первое время он без стеснения бражничал, часто предавался любовным утехам, увлекался дружескими пирушками, уделом своим считал легкомысленные царские развлечения и отдых и вполне пользовался своим юным возрастом и царским положением, то с тех пор, как знаменитый Склир начал домогаться царской власти, а за ним Фока, затем снова Склир и другие со всех сторон выступили против царя, Василий на всех парусах пустился прочь от изнеженной жизни и, используя силу ветра, отдался серьезному делу...
В отличие от подавляющего большинства монархов, особенно средневековых, Василий, так и остался холостяком. Ничего не известно и о каких-либо внебрачных связях или детях. Василий не позаботился не только о том, чтобы обзавестись семьёй, но так и не выдал замуж ни одну из своих племянниц, дочерей Константина VIII. В результате к моменту смерти дяди Зоя и Феодора уже вышли из детородного возраста, а Евдокия ещё раньше постриглась в монахини. Это привело к прекращению Македонской династии и к началу периода гражданских усобиц и нестабильности в империи.
Как отмечает Жан-Пьер Маэ,
Подавив независимость Армении, щедро уважаемую двумя славнейшими византийскими императорами Константином и Ираклием, Василий II не только вернулся к губительному авторитаризму Юстиниана. Он порвал с принципом, устоявшимся еще с первого века нашей эры: промежуточным положением Армении между Империей и державами Ближнего Востока. Считая себя достаточно сильными, чтобы бороться против мусульманских государств без активной помощи армян и их грузинских и абхазских союзников, Василий II и его преемники совершили ошибку так и не поняв извечную роль Кавказа, барьера цивилизации на пути варваров степей..

## Артефакты
- «Минологий Василия II» — подарок Василию II.

## Историография
Наиболее полное описание жизни и свершений императора Василия II принадлежит французскому византинисту начала XX века Гюставу Шлюмберже, автору трёхтомного исследования «L'épopée byzantine à la fin du dixième siècle». Согласно Шлюмберже, царствование Василия II стало кульминацией «золотого века» византийской истории. Такой подход был подвергнут критике Арнольдом Тойнби (лекция «The Place of medieval and modern Greece in history», 1919), а затем и последующими историками, утверждавшими, что военные кампании Василия II подорвали силы империи. Поль Лемерль (1977) оспорил корреляцию между военными успехами и понятием апогея. После Шлюмберже всеобъемлющих исследований царствования Василия II не предпринималось. Из монографий следует отметить работу Катарины Холмс о государственном управлении в Византии в период с 976 по 1025 год.

## Образ в культуре
В литературе
- Паламас, Костис. «Свирель базилевса»
- Дельта, Пенелопа. «Во времена Болгаробойцы»
- Антонин Ладинский. «Когда пал Херсонес»
- Загребельный Павло. «Диво»

В кино
Мультипликация
- «Князь Владимир» (2006) — Россия, режиссёр Юрий Кулаков, Василия озвучивает Владимир Антоник.

В компьютерных играх
- Лидер Византии в видеоигре «Sid Meier’s Civilization VI».